# Анита Тегейская
Ани́та Теге́йская (др.-греч. Ἀνύτη Τεγεᾶτις, лат. Anyte) — древнегреческая поэтесса конца IV — начала III веков до н. э. из города Тегеи в Аркадии. Под её именем сохранились двадцать с небольшим коротких эпиграмм, подлинность нескольких сомнительна. Пять из этих эпиграмм — эпитафии животным: боевому коню, охотничьей собаке, петуху, дельфину, кузнечику и цикаде.
Считается одной из родоначальниц буколической темы в античной поэзии. По выражению Михаила Гаспарова, стихотворения Аниты — «фон, на котором в следующем поколении возникнут идиллии Феокрита».
Писала также лирические песни (мелику).
Больше, резвясь и ликуя среди судоходного моря,

        Шею не высуну я, из глубины появясь,

И перед носом опять корабельным красивым не пряну

        С шумом в волну, услаждён изображеньем своим:

Нет, на берег сухой меня тёмное бросило море, —

        Вот и лежу я вблизи кромки волнистой его.

## Древние свидетельства
Мелеагр Гадарский длинную эпиграмму о венке, где стихи полусотни греческих поэтов сравниваются с различными растениями (Сапфо — с розами, желчного Архилоха — с чертополохом, Платона — с хризантемами и т. д.), начинает с Аниты; её цветы — красные лилии.
У Антипатра Фессалоникийского имеется похвальная эпиграмма девяти лучшим греческим поэтессам: Миро, Праксилле, Аните, Сапфо, Телесилле, Эринне, Коринне,
Носсиде и Миртиде, список которых составлен по аналогии с каноном «девяти лириков» (при этом Сапфо входит в оба списка). Аниту Антипатр называет «женщиной-Гомером» — очевидно, в связи с особенностями поэтического стиля. (Современный исследователь Иэн Майкл Плант характеризует творчество Аниты следующим образом: «Её стихотворения „учёные“, со сложным и разнообразным использованием гомеровских аллюзий».)
Павсаний передаёт позднюю легенду об Аните, в которой поэтесса наделяется волшебной силой и совершает чудо исцеления («Описание Эллады», Х, 38, 7; этим рассказом книга Павсания оканчивается).
Татиан говорит о статуе Аниты, выполненной скульпторами Эвтикратом и Кефисодотом («Речь против эллинов», 33).
Аниту упоминают также Юлий Поллукс («Ономастикон», V, 48) и Стефан Византийский («Этника», статья «Тегея»).

## В позднейшей культуре
Эпитафия Аниты петуху в переводе Леонида Блуменау звучит в советском кукольном мультфильме «Античная лирика» (1989).
В честь поэтессы назван кратер Анита на Меркурии; название присвоено Международным астрономическим союзом в 2017 году.